# Trans Meranti
Trans Meranti is een bestuurslaag in het regentschap Simeulue van de provincie Atjeh, Indonesië. Trans Meranti telt 377 inwoners (volkstelling 2010).